# カツオ
カツオ（鰹、松魚、堅魚、英: skipjack tuna、学名 Katsuwonus pelamis）は、スズキ目・サバ科に属する魚の一種。暖海・外洋性の大型肉食魚で、1属1種（カツオ属 Katsuwonus）を構成する。
地方名やマナガツオ、ソウダガツオやハガツオとの判別名として、ホンガツオやマガツオ（各地）、コヤツやビンゴ（仙台 : 若魚）、ヤタ（仙台 : 成魚）、サツウ（小名浜）、マンダラ（北陸）、スジガツオ（和歌山県・高知県）などがある。

## 特徴

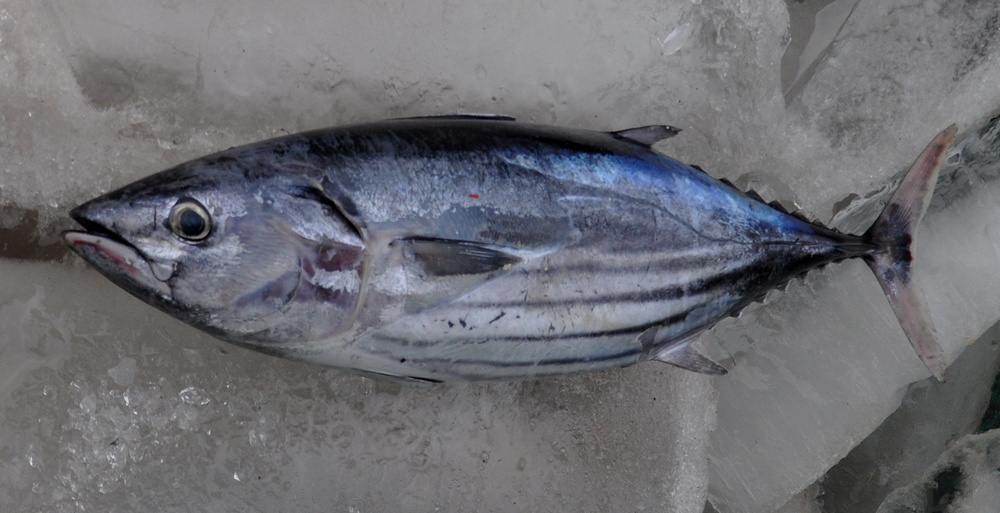
水揚げされたカツオ。特徴的な縦縞が出ている

大型のものは全長1m・体重18〜20kgに達するが、漁獲が多いのは全長40cm程である。体は紡錘形で尾鰭以外の各鰭は小さい。鱗は目の後方から胸鰭・側線周辺だけにある。
背側は濃い藍色で、腹側は無地の銀白色。興奮すると腹側に4-10条の横縞が浮き出る。死ぬと横縞が消え、縦縞が現れる。ヒラソウダ、マルソウダ、スマ、ハガツオなどの類似種は腹側に縞模様が出ないので区別できる。さらにスマは背中側後半部に斜めの縞模様があること、ハガツオは顎ががっしりしていて背中側に細い縦縞模様があることも区別点となる。

## 生態

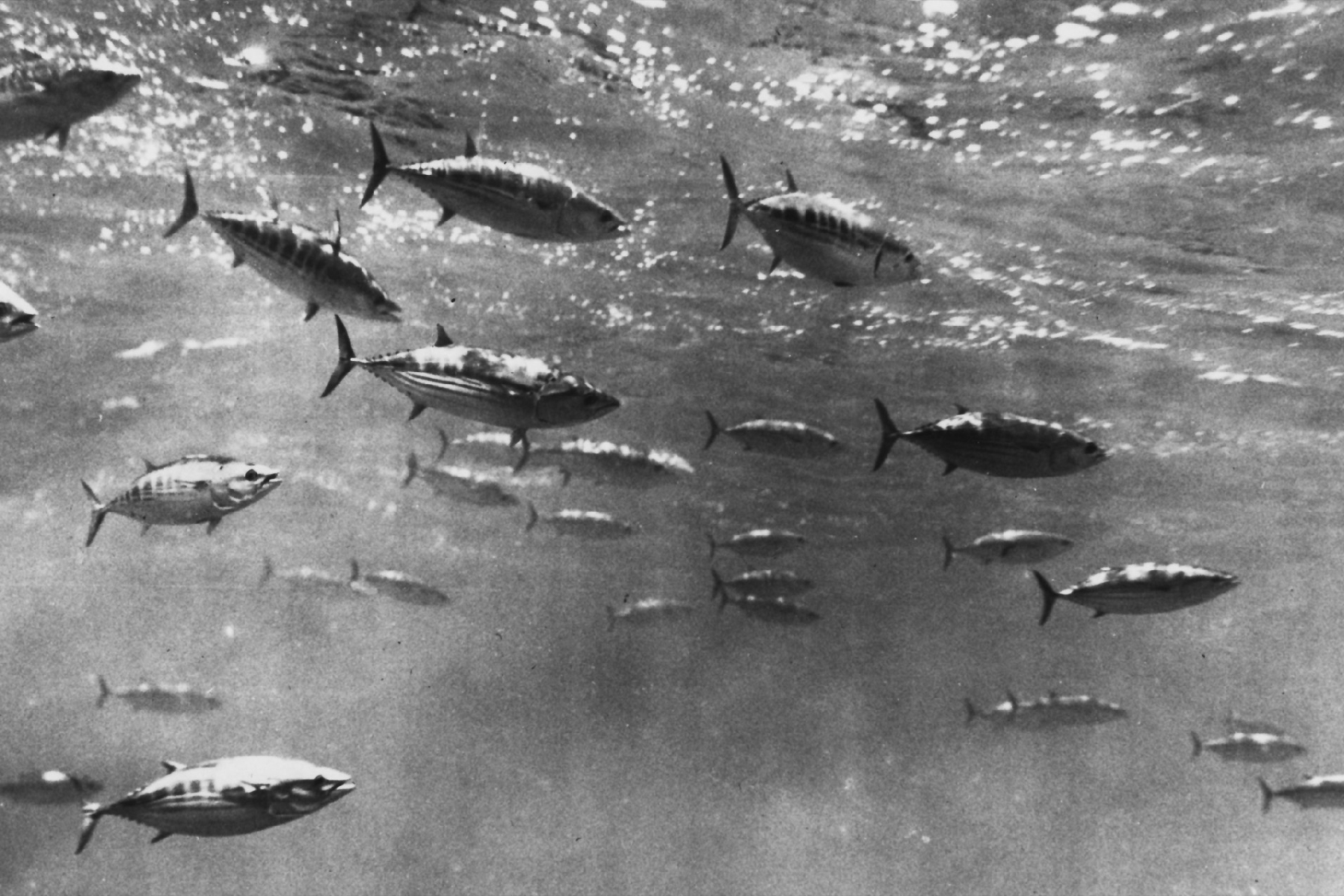
群泳するカツオ

全世界の熱帯・温帯海域に広く分布する。日本では太平洋側に多く、日本海側では稀である。摂氏19 - 23度程度の暖かい海を好み、南洋では一年中見られるが、日本近海では黒潮に沿って春に北上、秋に南下という季節的な回遊を行う。食性は肉食性で、魚、甲殻類、頭足類などの小動物を幅広く捕食する。
また、流木やヒゲクジラ（主にニタリクジラ、カツオクジラ）、ジンベエザメの周辺に群がる習性もある。これはカジキから身を護るためと言われているが、反面カツオが集めた鰯を鯨が食べたりもするため、水産庁の加藤秀弘に共生ではないかと指摘されている。これらの群れは「鯨付き」「鮫付き」と呼ばれ、「鳥付き」とともに漁業の際のカツオ群を見つける目安にもなっている。

## 日本におけるカツオ

### 漁業

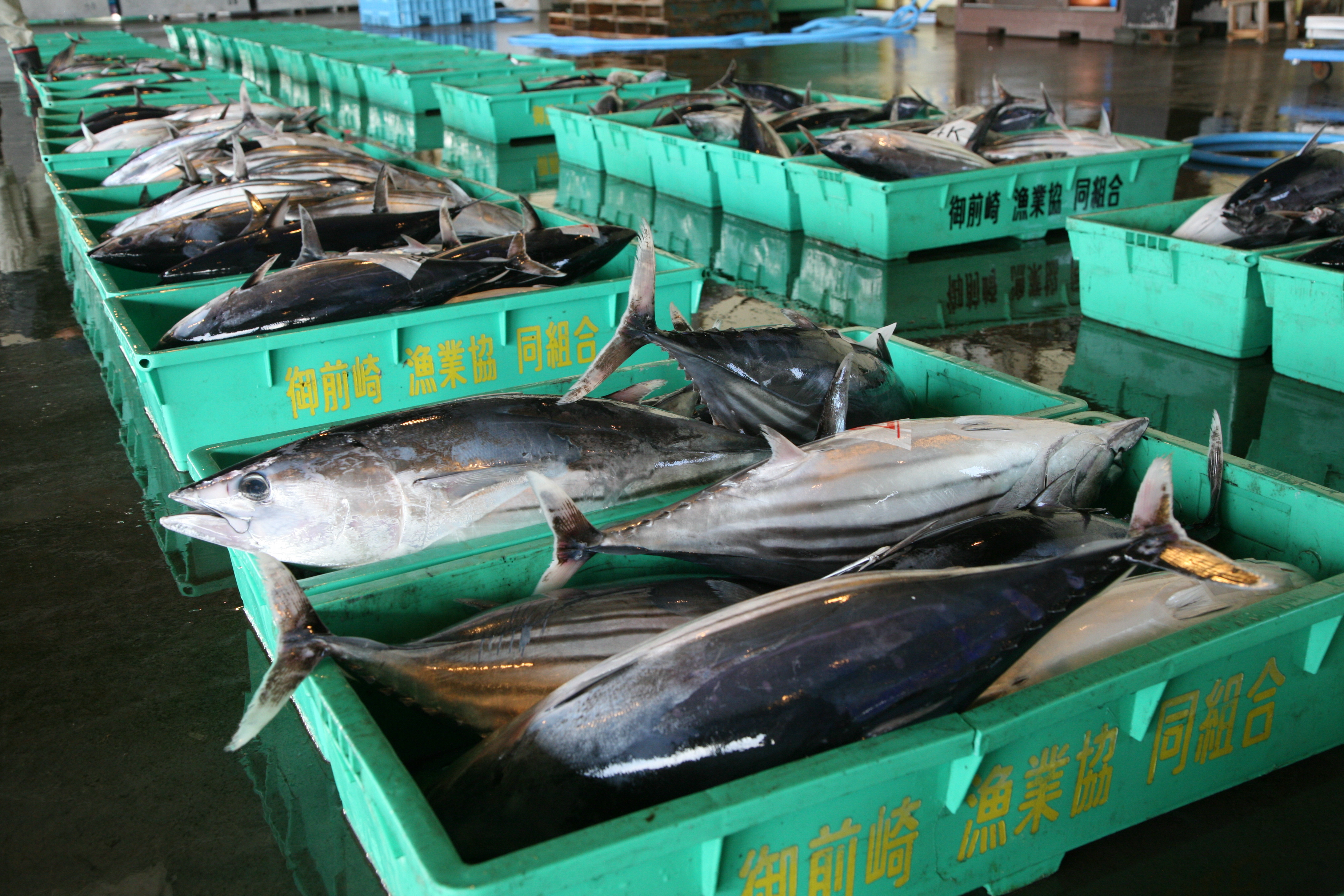
御前崎港で水揚げされたカツオ

カツオは、日本の水産業において重要な位置を占める魚種の1つとされている。
日本の太平洋沿岸に生息するカツオは、夏に黒潮と親潮とがぶつかる三陸海岸沖辺りまで北上し、秋に親潮の勢力が強くなると南下する。夏の到来を告げるその年初めてのカツオの水揚げを「初鰹」（はつがつお）と呼び、珍重される。脂が乗っていないためにさっぱりとしており、この味を好む人もいるが、3月初旬の頃のものは型が揃わず、比較的安価である。脂が乗り出すと高値になっていく。
初鰹は港によって時期がずれるが、食品業界では漁獲高の大きい高知県の初鰹の時期（4月 - 6月頃）をもって毎年の「初鰹」としており、消費者にも浸透している。南下するカツオは「戻り鰹」と呼ばれ、低い海水温の影響で脂が乗っており、北上時とは異なる食味となる。戻り鰹の時期も港によってずれがあるが、一般的には秋の味として受け入れられている。
北上から南下に転じる宮城県・金華山沖では、「初鰹」と言っても脂が乗っているため、西日本ほどの季節による食味の違いがない。また、南下は海水温に依存しており、陸上の気温との違いがあるため、秋になった頃には既にカツオはいない。

### 文化

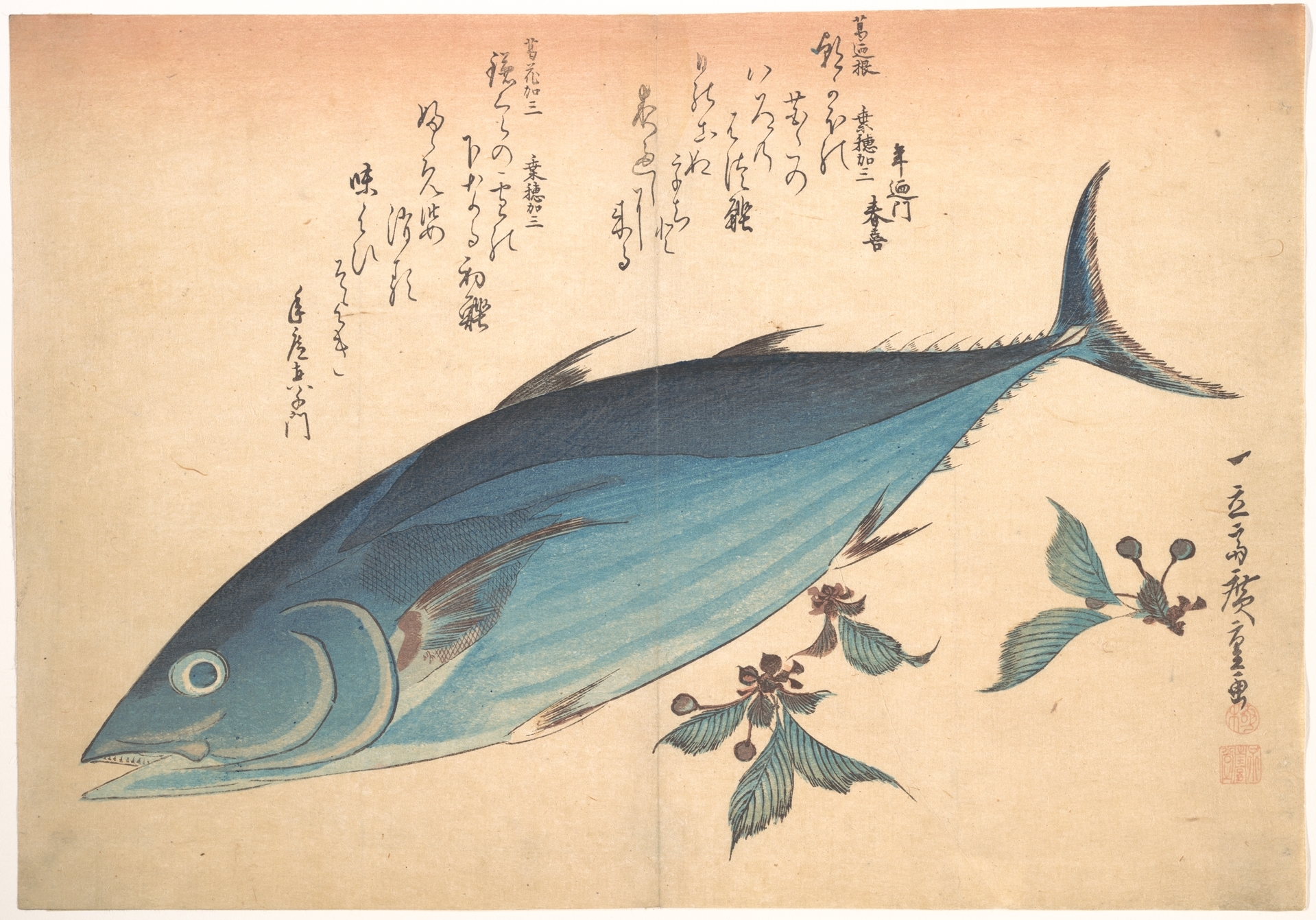
歌川広重『魚づくし 鰹に桜』

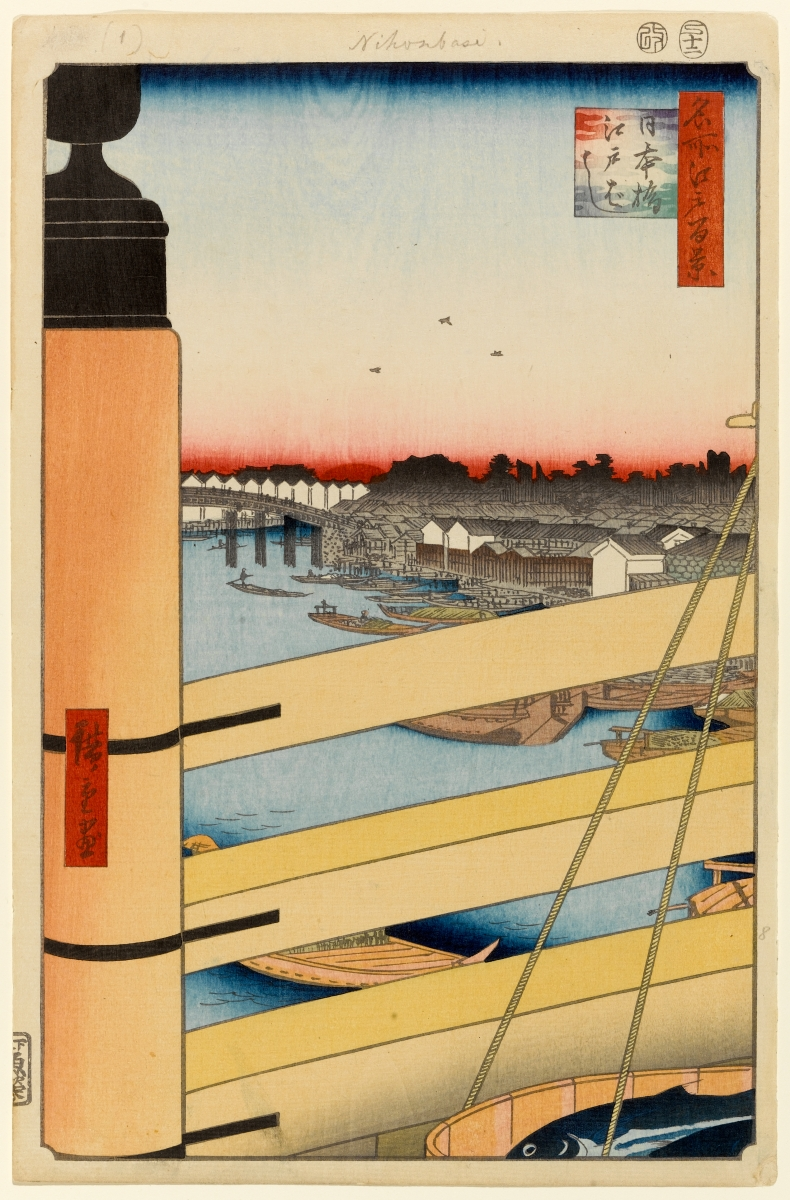
『名所江戸百景』「日本橋江戸ばし」　作品名は日本橋から江戸橋を望むの意。右下の桶の中に、縞模様が浮いていて活きのよい初鰹

日本では古くから食用にされており、大和朝廷は鰹の干物（堅魚）など加工品の献納を課していた記録がある。カツオの語源は「身が堅い」という意で堅魚（かたうお）に由来するとされている。
平安時代中期に編纂された延喜式には、土佐国の鰹が税金として献上されている記述がある。
鰹節（干鰹）は神饌の一つであり、また、社殿の屋根にある鰹木の名称は、鰹節に似ていることによると一般に云われている。戦国時代には武士の縁起かつぎとして、鰹節を「勝男武士」と漢字をあてることがあった。織田信長などは、産地より遠く離れた清洲城や岐阜城に生の鰹を取り寄せて家臣に振る舞ったという記録がある。
鎌倉時代に執筆された『徒然草』において、兼好法師は鎌倉に住む老人が「わたしたちの若かった時代では身分の高い人の前に出るものではなく、頭は下層階級の者も食べずに捨てるような物だった」と語った事を紹介している（『徒然草』第119段）。
鹿児島県枕崎市や沖縄県本部町などでは、端午の節句になるとこいのぼりならぬ「カツオのぼり」が上る。
初ガツオ
江戸時代には人々は初鰹を特に珍重し、「目に青葉 山時鳥（ほととぎす）初松魚（かつお）」という山口素堂の俳句は有名である。この時期は現代では5月から6月にあたる。殊に江戸においては「粋」の観念によって初鰹志向が過熱し、非常に高値となった時期があった。「女房子供を質に出してでも食え」と言われたぐらいである。1812年に歌舞伎役者・中村歌右衛門が一本三両で購入した記録がある。江戸中期の京都の漢詩人・中島棕隠は「蚊帳を殺して鰹を買う食倒れの客」（蚊の季節に蚊帳を金にかえてでも鰹を買う）と江戸の鰹狂いを揶揄する詩を遺している。庶民には初鰹は高嶺の花だったようで、「目には青葉…」の返歌となる川柳に「目と耳はただだが口は銭がいり」「女房を質に入れても初鰹」「初鰹女房は質を受けたがり」といったものがある。このように初鰹を題材とした俳句や川柳が数多く作られている。ただし、水揚げが多くなる夏と秋が旬（つまり安価かつ美味）であり、産地ではその時期のものが好まれていた。
戻りガツオ
9月から10月にかけての戻りカツオは脂が多い。質の良い物はマグロのトロにも負けない脂のうまさがある。

### 利用

#### 食材・料理

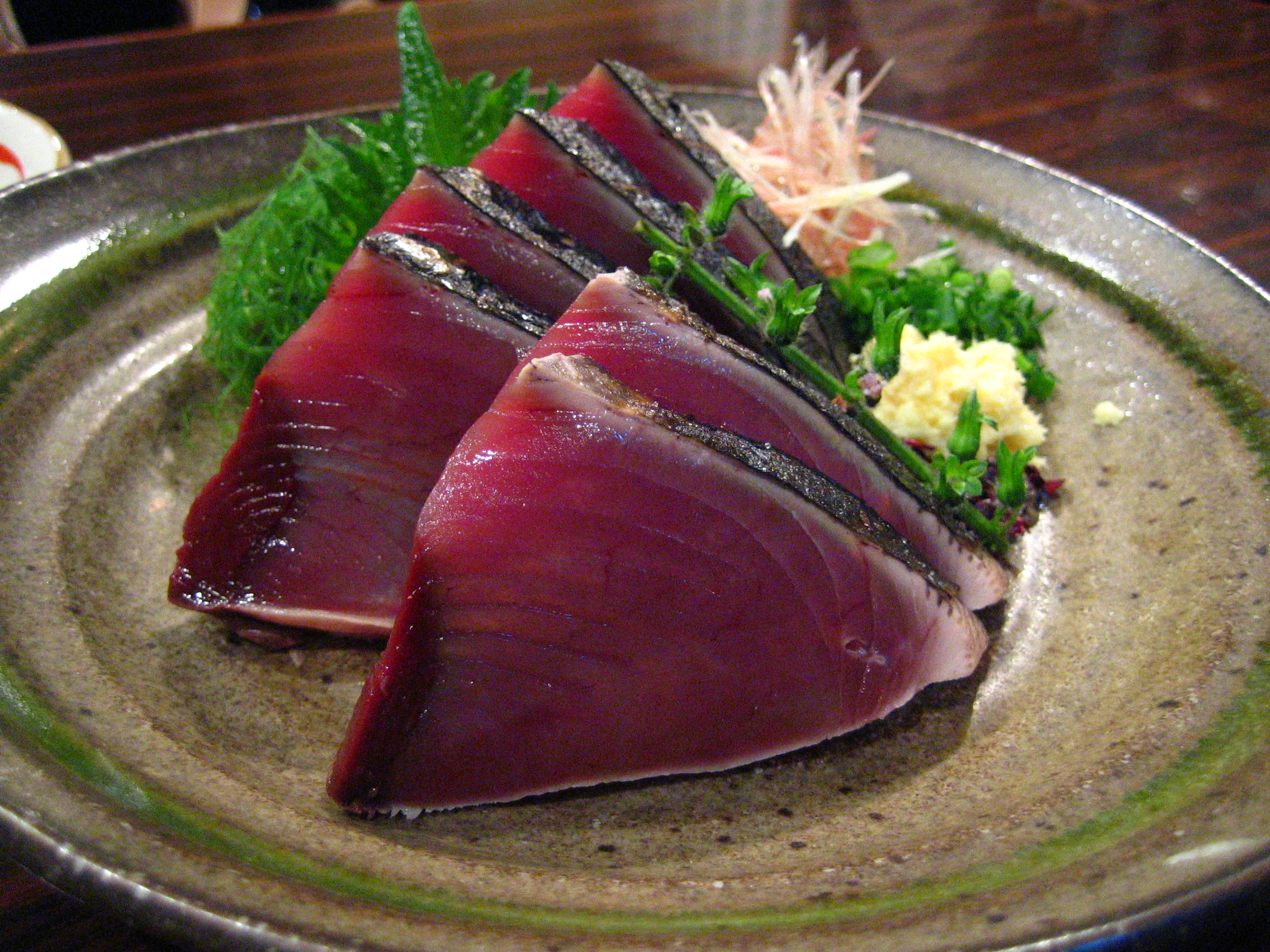
鰹のたたき

カツオの身はマグロ（鮪）などと同様、熱を通すと著しくパサついた食感となってしまうため、多くの場合は生のままか、生に近い状態で利用される。加熱用途としてはマグロに近い肉質の特性を生かし、ツナ缶の代用とされることも多い。
カツオは缶詰原料として重要であり、世界のカツオ漁獲の80%以上が缶詰にされ、世界のツナ（マグロ）缶詰の原料の70-80%はカツオである。キハダマグロ等と共にミックスされることも多く、缶詰にした場合の味は他のマグロ類と区別できない。
日本ではカツオはマグロと称して缶詰めにすることはできないので、生食・節類での消費が殆どである。刺身やたたきなどで食用にする他、鰹節の原料でもあり、魚食文化とは古くから密接な関係がある。また、鰹の漁が盛んな地域では郷土料理として鰹料理が多い。

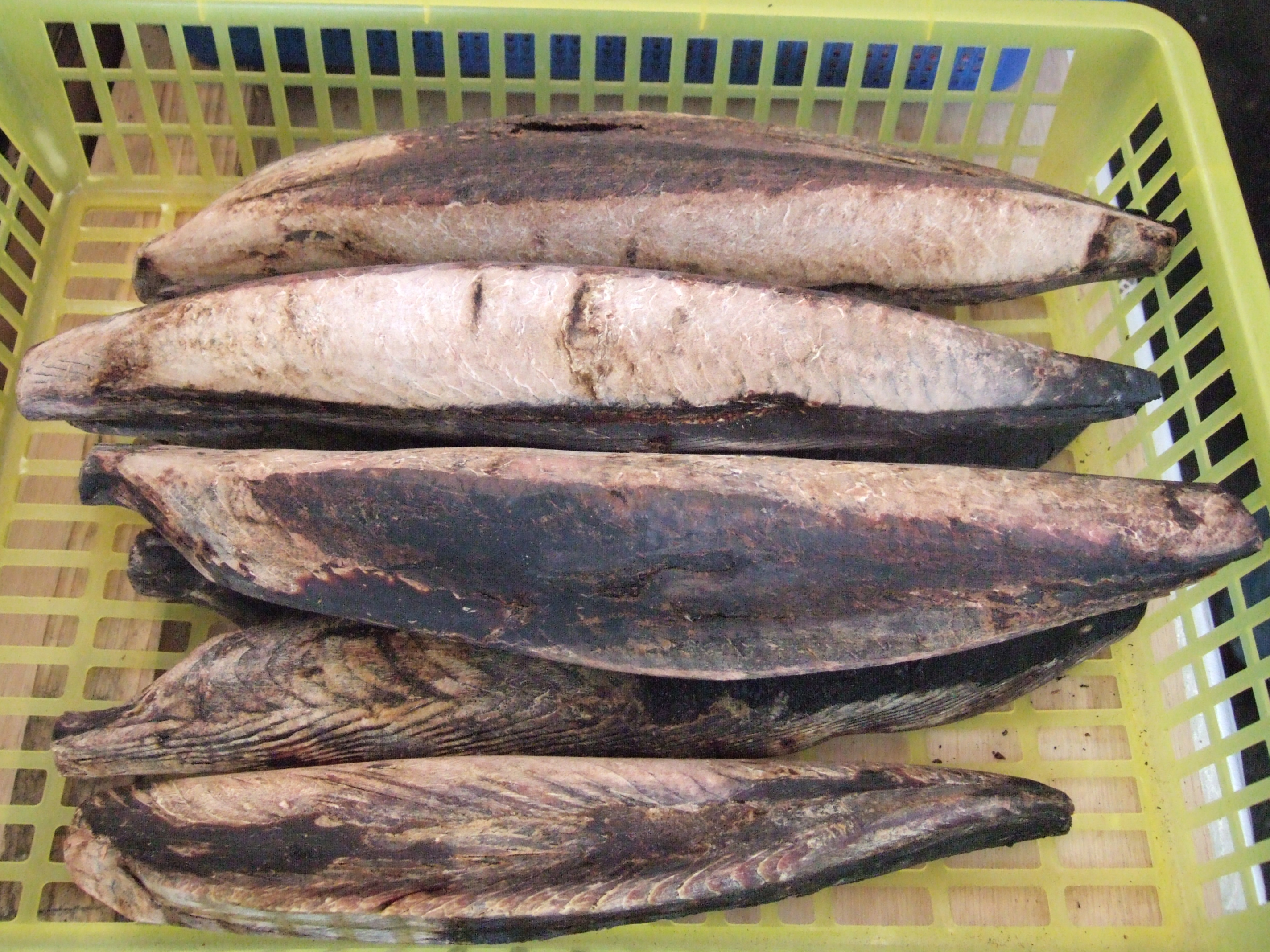
鰹節
カツオの肉を干して乾燥させ、長期保存に耐えるものに加工することは古来より行われていたが、江戸時代に燻煙することによって水分を効果的に除去する製法（焙乾法（別名：燻乾法）が考案され、現代の鰹節が生まれた。関東圏では江戸時代から明治時代にかけて、焙乾した鰹節（荒節）の表面を削り（裸節）、何度もコウジカビを生やして熟成させ、水分を抜き乾燥させると共に雑味成分の分解を促して旨味を増す「枯節」の技法が発達した。数ヶ月にわたって4回以上のカビ付けを行った高級品は本枯節と呼ばれる。薄く削り「削り節」に加工して利用する。生産は鹿児島県枕崎市が日本一を誇る。
刺身
刺身は美味とされるが、近縁のサバと同様に傷みが早い。収獲後の血抜きなどの〆方（しめかた）により、鮮度や味、臭いの差が大きく異なるとされている。
鰹の刺身は、本来皮付きにつくり（これを芝づくりという）、芥子醤油で食べることが古くは江戸の風俗であったが（英一蝶に「初鰹芥子がなくて涙かな」の句がある）、現代では鮪などと同様に皮を落とし、生姜もしくはにんにく、わさびを薬味として食べることが多い。特に生姜は、カツオ料理の付け合せの代名詞的存在となっている。他にはポン酢や醤油マヨネーズまた多量のネギと共に食べることもある。鮮度の良いものは臭みが無いため、大根おろしと醤油で食べることがある。
鰹のタタキ
一般にカツオを節状に切った後、皮の部分を藁などの火で炙り氷で締めたものを指す。また、鰹の産地によっては鰹の血合い部分を削ぎ集め、2本の包丁を使いまな板の上で細かく叩いて酢味噌で和えたものをたたきと呼ぶ。
生利節（なまりぶし）
生節（なまぶし）、地方によっては「とんぼ」とも呼ばれる、茹でて火を通し加熱した節の切り身。フキなどの春野菜と炊き上げると、季節の逸品料理として喜ばれる。
これを燻煙して乾燥させたものが「鰹節」である。
手こね寿司
醤油を中心としたタレに漬け込んだ後、寿司飯と合わせて食べるちらし寿司の一種である。
その他
静岡県西伊豆町田子地区では、内臓を取り除いたカツオの腹に塩を詰めて2週間漬けた後に水洗いして陰干しした「しおかつお」をつくる。鰹節の製作過程で余る腹皮、カブトと呼ばれる頭の部分、腸なども食材とされ、塩辛に加工される（腸の塩辛は「酒盗」と呼ばれる）。また鹿児島県枕崎市では、カツオの心臓は「珍子」（ちんこ）と呼ばれ、から揚げや煮付けで食べられる。静岡県焼津市ではカツオの心臓を「へそ」と呼び、おでんの具とすることもある。

## モルディヴにおけるカツオ
インド洋の島国、モルディヴでは、鰹節によく似たモルディブフィッシュが伝統的に製造されている。なかには、モルディブフィッシュが南方から日本に伝来したのが今の鰹節であるという説も提唱されているが、真偽は明らかになっていない。

## 栄養成分
| 項目                                   | 分量（g） |
| -------------------------------------- | --------- |
| 脂肪総量                               | 6.2       |
| 脂肪酸総量                             | 4.7       |
| 飽和脂肪酸                             | 1.5       |
| 一価不飽和脂肪酸                       | 1.3       |
| 多価不飽和脂肪酸                       | 1.8       |
| 18:2（n-6）リノール酸                  | 0.084     |
| 18:3（n-3）α-リノレン酸                | 0.042     |
| 20:4（n-6）アラキドン酸                | 0.084     |
| 20:5（n-3）エイコサペンタエン酸（EPA） | 0.056     |
| 22:6（n-3）ドコサヘキサエン酸（DHA）   | 0.97      |

## その他
インスリンの精製
結晶インスリンの生成方法が発見されるまでの間は、カツオのランゲルハンス島から、糖尿病の治療に用いるインスリンが精製されていた時期もある。しかし、魚類のインスリンのヒトに対する効果は若干低く、魚からランゲルハンス島を集める作業に手間がかかることもあり、他の方法へと置き換えられた。